# Buco nero CEERS 1019
CEERS 1019 è un buco nero situato nella galassia EGSY8p7 e secondo studi spettroscopici condotti nel 2023 con il telescopio Webb potrebbe essere il più antico buco nero finora conosciuto. Infatti, CEERS 1019 nacque circa 570 milioni di anni dopo il Big Bang, inoltre sembra essere meno massiccio di qualsiasi altro buco nero identificato nell'universo primordiale, considerando che la sua massa è di 106,95±0,37 masse solari.
L'oggetto prende nome dalla campagna osservativa CEERS (The Cosmic Evolution Early Release Science Survey) che utilizza gli strumenti del telescopio Webb per osservare lo spazio profondo sovrapponendosi a indagini già note del telescopio Hubble.